# Provinciale weg 628
De provinciale weg 628 (N628) is een voormalige provinciale weg in Noord-Brabant. De weg vormt een verbinding tussen de N268 bij Oud Gastel en de brug over de Dintel bij Stampersgat en is sinds 2003 volledig in beheer en onderhoud bij de gemeente Halderberge.
De weg werd in 1960 gelijktijdig met de Dintelbrug geopend als onderdeel van de provinciale weg S8 van de Nederlands-Belgische grens bij Nispen via Roosendaal en Oud Gastel naar Fijnaart. Vanaf 1993 kreeg het gedeelte tussen Roosendaal en Fijnaart het administratieve wegnummer N640. In 1999 werd het gedeelte ten noorden van de Dintelbrug overgedragen aan de gemeente Moerdijk. In 2003 werd het gedeelte tussen Roosendaal en de rotonde bij Oud Gastel omgenummerd naar N268 en het resterende gedeelte met een lengte van circa 1 kilometer naar N628. Nog datzelfde jaar droeg de provincie Noord-Brabant deze N628 over aan de gemeente Halderberge daar de provincie het wegbeheer ging beperken tot het regionaal verbindend wegennet en deze weg daar geen onderdeel meer van uitmaakte.
De weg draagt de straatnaam Provincialeweg Noord en is uitgevoerd als tweestrooks-gebiedsontsluitingsweg met een maximumsnelheid van 80 km/h.
N62 · N69 · N251 · N252 · N253 · N254 · N255 · N256/A256 · N257 · N258 · N260 · N261 · N262 · N263 · N264 · N266 · N267 · N268 · N269 · N270/A270 · N271 · N272 · N273 · N274 · N275 · N276 · N277 · N278 · N279 · N280 · N281 · N282 · N283 · N284 · N285 · N286 · N287 · N288 · N289 · N290 · N291 · N292 · N293 · N294 · N295 · N296 · N296n · N297 · N298 · N300 · N321 · N322 · N324 · N329 · N389 · N394 · N395 · N396 · N397

N556 · N562 · N564 · N570 · N572 · N590 · N595 · N598 · N601 · N602 · N605 · N607 · N612 · N613 · N615 · N616 · N617 · N618 · N620 · N622 · N625 · N629 · N631 · N632 · N637 · N638 · N639 · N640 · N641 · N651 · N652 · N653 · N654 · N655 · N656 · N658 · N659 · N660 · N661 · N662 · N663 · N664 · N665 · N666 · N667 · N668 · N669 · N670 · N671 · N673 · N674 · N675 · N676 · N682 · N683 · N686 · N689 · N690 · N831 · N843

Voormalige provinciale wegen: N299 · N551 · N552 · N553 · N554 · N555 · N560 · N561 · N563 · N565 · N566 · N567 · N568 · N571 · N574 · N580 · N581 · N582 · N583 · N584 · N585 · N586 · N587 · N588 · N589 · N591 · N592 · N593 · N594 · N596 · N597 · N603 · N604 · N606 · N608 · N610 · N611 · N614 · N619 · N621 · N623 · N624 · N626 · N628 · N630 · N634 · N642 · N657